# Земенцин (Мазовецьке воєводство)
Земенцин (пол. Ziemięcin) — село в Польщі, у гміні Блендув Груєцького повіту Мазовецького воєводства.
Населення — 99 осіб (2011).
У 1975-1998 роках село належало до Радомського воєводства.

## Демографія
Демографічна структура станом на 31 березня 2011 року:
|          | Загалом | Допрацездатний вік | Працездатний вік | Постпрацездатний вік |
| -------- | ------- | ------------------ | ---------------- | -------------------- |
| Чоловіки | 44      | 9                  | 30               | 5                    |
| Жінки    | 55      | 9                  | 33               | 13                   |
| Разом    | 99      | 18                 | 63               | 18                   |